# 2966 Korsunia
2966 Korsunia eller 1977 EB2 är en asteroid i huvudbältet som upptäcktes den 13 mars 1977 av den rysk-sovjetiske astronomen Nikolaj Tjernych vid Krims astrofysiska observatorium på Krim. Den har fått sitt namn efter staden Chersonesos på Krim.
Asteroiden har en diameter på ungefär 5 kilometer.